# Станкович, Евгений Фёдорович
Евгений Фёдорович Станко́вич (укр. Євген Федорович Станкович; род. 1942) — советский и украинский композитор, педагог.
Глава Национального союза композиторов Украины (2005—2010), Глава правления Союза композиторов Украины (1990—1993), профессор и заведующий кафедрой композиции Национальной музыкальной академии Украины им. П. И. Чайковского (с 1988 года). Народный артист Украинской ССР (1986). Герой Украины (2009).

## Биография
Родился 19 сентября 1942 года в городе Свалява (Закарпатская область, УССР, СССР).
Учился в Ужгородском музыкальном училище, затем в Львовской ГК имени Н. В. Лысенко (1962—1963, класс композиции Адама Солтыса) и в КГК имени П. И. Чайковского (1965—1970, класс композиции Б. Н. Лятошинского и Мирослава Скорика).
- В 1971—1977 годах — на творческой работе; работал редактором в издательстве «Музыкальная Украина» (1970—1976).
- С 1976 — заместитель председателя правления Киевской организации Союза композиторов Украины.
- С 1979 — заместитель председателя правления, с 1984 — секретарь правления, в 1989—1992 — председатель, с 1992 — секретарь СКУ.
- С 1988 — Депутат ВС УССР 11 созыва, одновременно преподает в Национальной музыкальной академии (бывшая консерватория).
- В 1989—1991 — народный депутат СССР от СК СССР, входил в Межрегиональную депутатскую группу.
- В 1993—1995 — член коллегии Министерства культуры Украины.
- В 1990—1993 и 2004—2010 — председатель СКУ.

В качестве композитора работает с 1966 года, написал 6 симфоний, 12 камерных симфоний, оперу «Когда цветёт папоротник», 6 балетов, значительное количество ораториальных, камерно-вокальных и инструментальных произведений, а также музыку для 6 спектаклей и более чем 100 фильмов. Произведения Станковича исполнялись в концертных залах Канады, США, Германии, Франции, Испании, КНР, Филиппин и стран Восточной Европы.
В 1992 году возглавлял жюри Первого Международного фестиваля современной музыки в Канаде. В 1996 году он был композитором-в-резиденции кантона Берн, Швейцария.
В 2017 году возглавил оргкомитет Всеукраинской открытой музыкальной олимпиады «Голос Країни».
Произведения Станковича были записаны во многих странах, в том числе такими компаниями как «Мелодия», «Аналекта», «ЕйЭсВи» и «Наксос».

## Награды и звания
- Герой Украины (с вручением ордена Державы, 16.1.2009 — за значительный личный вклад в приумножение мировой сокровищницы музыкального искусства, многолетнюю плодотворную творческую деятельность на ниве обогащения национальной культуры)[2].
- Орден князя Ярослава Мудрого IV степени (2017)[3]
- Орден князя Ярослава Мудрого V степени (2002)[4]
- орден Дружбы народов (1982)
- медаль «За трудовую доблесть» (1976).
- Почётная грамота Кабинета Министров Украины (16.09.2002).
- народный артист УССР (1986).
- заслуженный деятель искусств УССР (1980).
- Почётный гражданин Киева (2024)[5].
- премия Ленинского комсомола имени Н. А. Островского (1976).
- Государственная премия УССР имени Т. Г. Шевченко (1977) — за симфонию № 3 («Я утверждаюсь»).

## Список основных произведений

### Оперы и балеты
- 1978 «Когда цветёт папоротник», фольк-опера.
- 1982 «Ольга», балет.
- 1985 «Прометей-Распутин», балет.
- 1988 «Майская ночь», балет.
- 1990 «Ночь перед Рождеством», балет.
- 1999 «Викинги», балет.
- 2010 «Властелин Борисфена», балет.

### Вокально-симфонические произведения
- 1976 Симфония № 3. «Я утверждаюсь» для солиста, смешанного хора и симфонического оркестра, слова П. Тычины.
- 1978—2000 «Купало», 2-е действие из оперы «Когда цветёт папоротник», для камерного хора, переложение М. Гобдича.
- 1985 Симфония-Диптих, для хора a cappella. На слова Т. Шевченко.
- 1991 Реквием-Каддиш «Бабий Яр», для чтеца, тенора, баса, хора и оркестра. Слова Д. Павлычко.
- 1991 «Черная Элегия», для хора и оркестра. Слова П. Мовчана.
- 1992 «Панихида по умершим с голода». Для солистов, двух смешанных хоров, чтеца и симфонического оркестра. Слова Д. Павлычко.
- 1998 «Господи, Владыко наш». Концерт для хора a cappella на тексты Библии.
- 2000 Псалом № 27 для мужского хора «К Тебе, Господи, взываю я».
- 2000 Псалом № 22 для женского хора «Господи, мой пастырь».
- 2000 «Да приидет Царствие Твое» на библейские тексты, для смешанного хора и симфонического оркестра.
- 2000 Псалом № 83 для смешанного хора a cappella.
- 2001 «Слово о полку Игоревом» для сопрано, тенора, баритона, баса, смешанного хора и симфонического оркестра.
- 2004 Литургия Святого Иоанна Златоуста для смешанного хора.
- 2004 Херувимская песня для женского хора.

### Оркестровые произведения
- 1968 Увертюра.
- 1970 Концерт для виолончели с оркестром.
- 1971 Симфониетта.
- 1973 Симфония № 1 (Синфония Larga) для струнных инструментов.
- 1975 Симфония № 2 («Героическая») для симфонического оркестра.
- 1977 Симфония № 4 («Лирика») для камерного оркестра.
- 1980 Симфония № 5 («Пасторалей») для скрипки и симфонического оркестра.
- 1992 Ханука для оркестра.
- 1992 Поэма скорби, для оркестра.
- 1997 Аве Мария, поэма для оркестра.
- 1999 Концерт для альта и симфонического оркестра.
- 2003 Симфония № 6.
- 2004 Концерт-поэма для скрипки и симфонического оркестра.
- 2004 Симфония-концерт для альта и симфонического оркестра.
- 2005 Симфониетта для четырёх валторн и струнного оркестра.
- 2016 Концерт для виолончели с оркестром № 2.

### Камерные произведения
- 1966 Сонатина для фортепиано.
- 1968 Концертино для флейты и скрипки.
- 1971 Сюита для струнного квартета.
- 1971 Соната № 3 для виолончели и фортепиано.
- 1971 Камерная симфония № 1 для скрипки, флейты, кларнета, тромбона, арфы, фортепиано, литавр, колоколов и ксилофона.
- 1972 Соната для фортепиано.
- 1972 Две пьесы для скрипки и виолончели.
- 1972 «На Верховине» триптих для скрипки и фортепиано.
- 1973 Квартет для струнных.
- 1979 Элегия памяти С. Людкевича для струнного оркестра.
- 1980 Камерная симфония № 2 для двух флейт, гобоя, кларнета, фагота, фортепиано, ударных и струнных инструментов.
- 1982 Камерная симфония № 3 для флейты и 12 струнных инструментов.
- 1987 Камерная симфония № 4 (Памяти поэта) для баритона и камерного оркестра, слова А. Пушкина.
- 1987 «Диктум» для камерного оркестра.
- 1992 «Музыка рыжего леса» трио для скрипки, виолончели и фортепиано.
- 1992 «Печальной дрымбы звуки» пьеса для виолончели и фортепиано.
- 1993 «Музыка небесных музыкантов», квинтет для флейты, гобоя, кларнета, фагота и валторны.
- 1993 Камерная симфония № 5 «Тайные желания», для кларнета и камерного оркестра.
- 1994 «Что случилось в тишине после эхо». Для флейты, кларнета, скрипки, виолончели, фортепиано и ударных.
- 1995 «Тревоги осенних дней». Концерт для валторны и камерного ансамбля. Камерная симфония № 6.
- 1996 «Цветущий сад и яблоки, падающие в воду». Трио для кларнета, альта и фортепиано.
- 1996 «Смиренная пастораль». Для скрипки, альта и виолончели.
- 1996 «Игра над пропастью». Концерт для кларнета соло.
- 1996 Соната для кларнета соло.
- 1996 Монолог для кларнета соло.
- 1996 «Жертва Отрока Божьего». Пассакалья для органа.
- 1996—1998 Камерная симфония № 7 для скрипки соло, клавесина, челесты, фортепиано и камерного оркестра.
- 1997 Камерная симфония № 8 для голоса, флейты, кларнета, скрипки, виолончели, фортепиано и ударных инструментов.
- 1997 «Дорога и шаги». Пьеса для скрипки и камерного оркестра.
- 1997 Украинская поэма. Пьеса для скрипки и фортепиано.
- 1997 Элегия. Для струнного квартета.
- 1998 Идиллия. Для флейты и фортепиано.
- 1998 Две Пассакальи «Для приходящего и уходящего веков» для флейты, кларнета, гобоя, фортепиано и струнного оркестра.
- 1998 «Праздник труб». Для 16 труб.
- 2000 «Quid pro quo». Камерная симфония № 9 для фортепиано соло и струнного камерного оркестра.
- 2002 Старинные танцы Верховины для двух фортепиано.
- 2003 Новелла для флейты, кларнета и струнного квинтета.
- 2003 Горная легенда для альта и фортепиано.
- 2005 Дуэт для виолончели и фортепиано.
- 2005 Соната серенад для флейты и фортепиано.
- 2005 Сюита для струнного оркестра (переработка Сюиты для квартета 1971 года).
- 2006 «Лабиринт» для маримбы и трех ударных.
- 2006 «Посвящение» для скрипки.
- 2007 Трио «Эпилоги» для скрипки, виолончели и фортепиано.
- 2007 Камерная симфония № 10 «Максим Березовский».
- 2010 «Диктум 2» для камерного оркестра.

### Музыка к художественным фильмам, сериалам
- 1973 «Рождённая революцией», 10 серий, киностудия им. А. Довженко, Киев.
- 1977 «Лисичка со скалочкой» (мультфильм), Киевнаучфильм
- 1979 «Поезд чрезвычайного назначения»
- 1980 «Лесная песня. Мавка», киностудия им. А. Довженко, Киев.
- 1981 «Ярослав Мудрый», киностудия им. А. Довженко, Киев.
- 1982 «Если враг не сдаётся...», киностудия им. А. Довженко, Киев.
- 1982 «Ещё до войны», киностудия им. А. Довженко, Киев.
- 1983 «Легенда о княгине Ольге», киностудия им. А. Довженко, Киев.
- 1985 «Устим Кармелюк», 5 серий, киностудия им. А. Довженко, Киев.
- 1985 «Иванко и вороний царь» (мультфильм), Киевнаучфильм
- 1986 «Украденное счастье», 2 серии, «Укртелефильм». Киев.
- 1988 «Мария» (укр. «Марія»), «Укртелефильм», Киев.
- 1988 «Зона», киностудия им. А. Довженко, Киев.
- 1988 «Каменная душа», художественный фильм, киностудия им. А. Довженко, Киев.
- 1990 «Война на западном направлении», 6 серий, киностудия им. А. Довженко, Киев.
- 1991 «Изгой», киностудия «Земля-Фест», Киев.
- 1994—1995 «Время собирать камни», 5 серий, «Укртелефильм».
- 1996 «Приговор». «Укртелефильм».
- 1996—1997 «Роксолана». 25 серий. «Укртелефильм», Киев.
- 1998 «Страсть», «Укртелефильм», Kиев.
- 2003 «Роксолана (телесериал)», 20 серий, «Укртелефильм», Kиев.